# 刘通 (北宋)
刘通，北宋官方宣称为宋真宗章献皇后的父亲，今史学研究多认为此人并不存在。
据《宋史》记载，曾祖父是绛州刺史刘质，祖父刘维岳。父亲是右骁卫将军刘延庆，刘通曾掌禁军，跟随潘美征南汉，积功至虎节都指挥使，兼嘉州刺史。太平兴国四年（979年），扈从宋太宗到太原灭北汉，卒于军中，赠颍州防御使。长女为宋真宗德妃，加赠定国军节度兼侍中。大中祥符五年（1012年），德妃正位中宫，宋真宗赠刘维岳忠正军节度、检校太傅，宋氏吴国太夫人，刘延庆彰德军节度、检校太尉，河南县君元氏许国太夫人，刘通为永兴军节度兼中书令，追封庞氏徐国太夫人。天禧二年（1018年），诏赠太师、尚书令，谥号武懿。